# 스마트 오브젝트
스마트 오브젝트(smart object) 또는 스마트 객체는 사람뿐만 아니라 다른 스마트 객체와의 상호 작용을 강화하는 객체이다. 스마트 연결 제품(smart connected products) 또는 스마트 연결 사물(smart connectied things, SCoT)이라고도 하는 스마트 객체는 프로세서, 센서, 소프트웨어 및 연결 기능이 내장된 제품, 자산 및 기타 사물로, 제품과 환경, 제조업체, 운영자/사용자 및 기타 제품 및 시스템 간에 데이터를 교환할 수 있다. 연결 기능을 통해 제품의 일부 기능이 물리적 장치 외부, 즉 제품 클라우드에 존재할 수도 있다. 이러한 제품에서 수집된 데이터는 의사 결정을 알리고 운영 효율성을 높이고 제품 성능을 지속적으로 개선하는 데 분석할 수 있다.
물리적 세계 객체와의 상호 작용뿐만 아니라 가상(컴퓨팅 환경) 객체와의 상호 작용도 의미할 수 있다. 스마트 물리적 객체는 인공물 또는 제조된 제품으로 생성되거나 RFID 태그 또는 센서와 같은 전자 태그를 비스마트 물리적 객체에 내장하여 생성될 수 있다. 스마트 가상 객체는 가상 또는 사이버 세계 시뮬레이션이나 게임을 만들고 운영할 때 내재적으로 사용되는 소프트웨어 객체로 생성된다. 스마트 객체의 개념에는 여러 가지 기원과 용도가 있다. 여러 가지 겹치는 용어가 있으며, 스마트 장치, 유형의 객체 또는 유형의 사용자 인터페이스, 사물인터넷에서의 사물 등을 참고할 수 있다.

## 같이 보기
- 홈 네트워킹
- 스마트 스피커
- 웨어러블 테크놀로지
- 유비쿼터스 컴퓨팅